# História da SpaceX
Esta é a história corporativa da SpaceX, uma fabricante estadunidense aeroespacial e de serviços de transporte espacial fundada por Elon Musk.

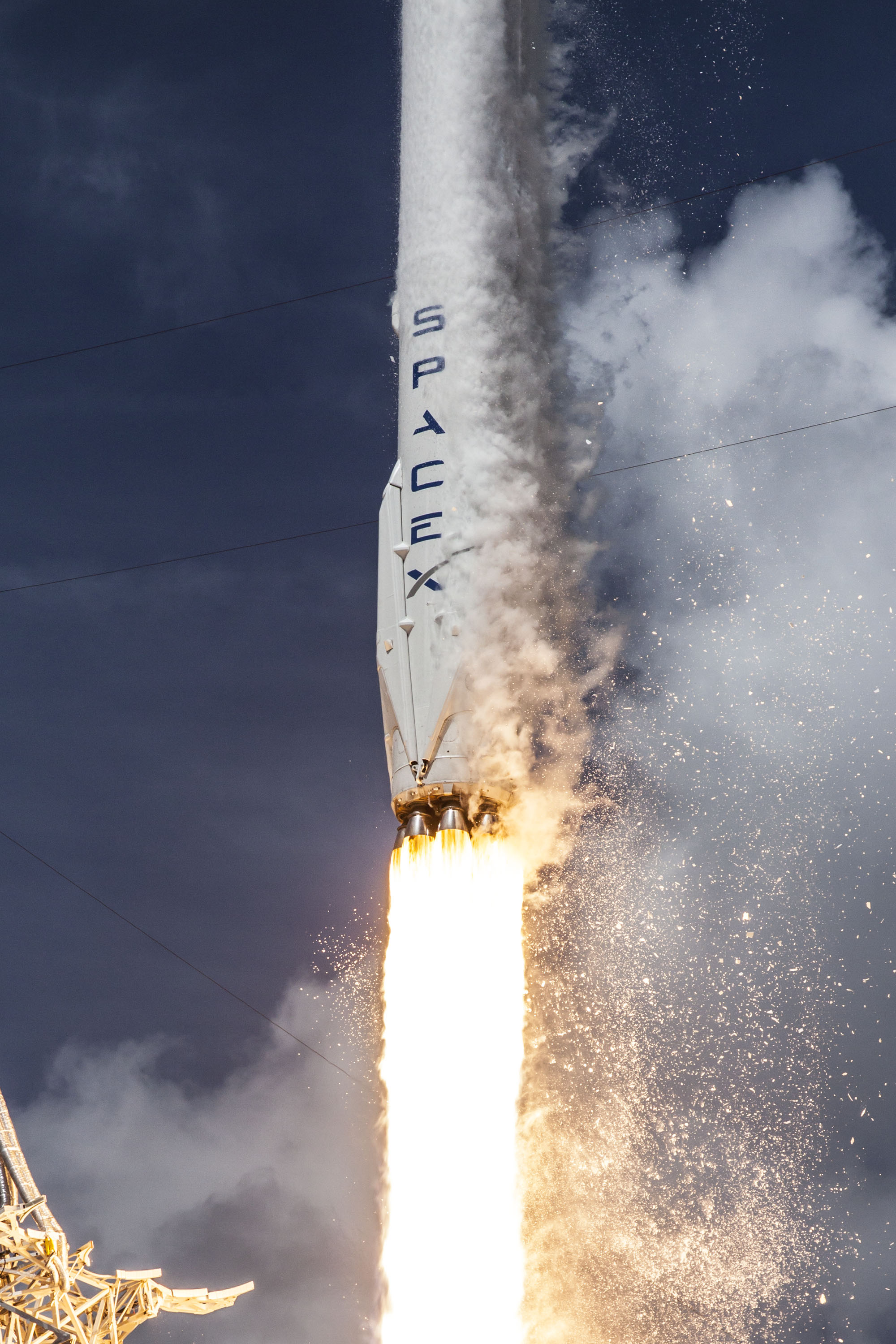
Lançamento do Falcon 9 carregando ORBCOMM OG2-M1, em julho de 2014

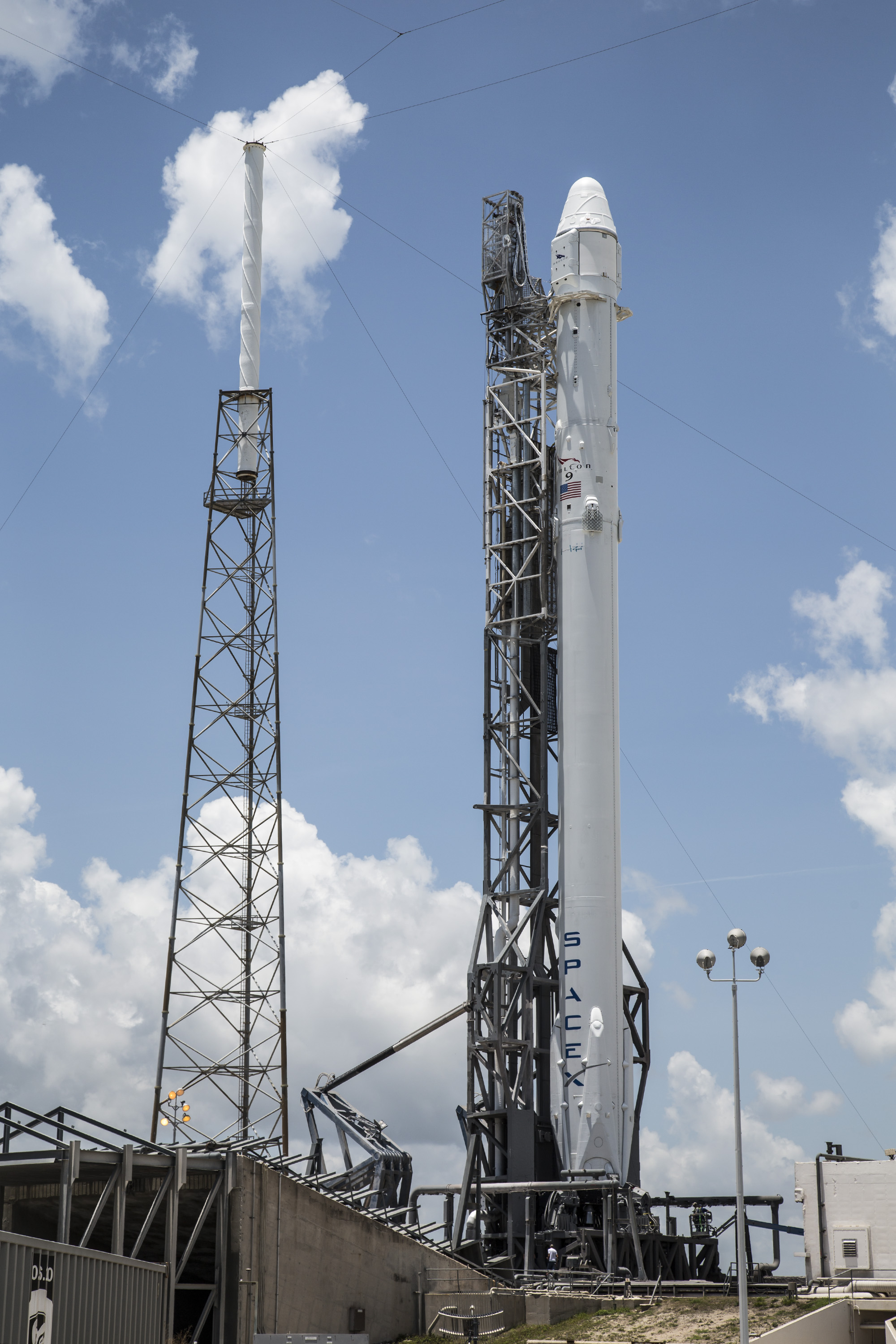
Falcon 9 carregando CRS-7 Dragon na plataforma SLC-40, em junho de 2015

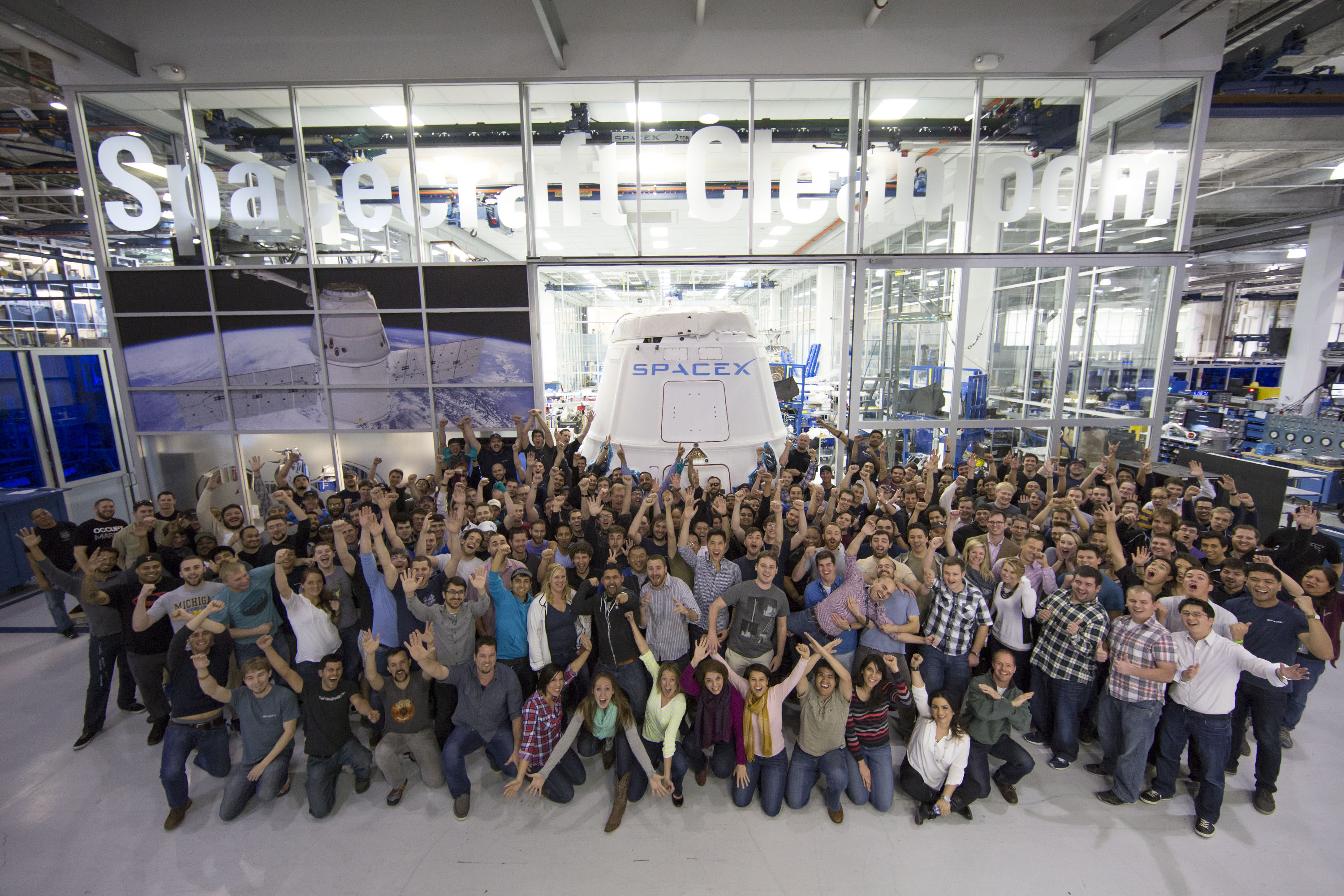
Funcionários da SpaceX com a cápsula Dragon na sede da SpaceX em Hawthorne, Califórnia, em fevereiro de 2015

## Visão geral
Em 2001, Elon Musk conceituou "Mars Oasis", um projeto para pousar uma estufa experimental em miniatura contendo sementes com gel desidratado em Marte para cultivar plantas em solo marciano, "então este seria o mais longe que a vida já viajou" em uma tentativa para recuperar o interesse público na exploração espacial e aumentar o orçamento da NASA. Mas Musk percebeu que mesmo com um orçamento espacial muito maior, viajar para Marte seria proibitivamente caro sem um avanço fundamental na tecnologia de foguetes. Em outubro de 2001, Musk viajou a Moscou, Rússia com Jim Cantrell e Adeo Ressi para comprar ICBM Dnepr recondicionados que poderiam enviar as cargas úteis previstas para o espaço.
O grupo se reuniu com empresas como Lavochkin e a ISC Kosmotras. No entanto, de acordo com Cantrell, Musk era visto como um novato e, consequentemente, foi cuspido por um dos principais designers russos, e o grupo voltou aos Estados Unidos de mãos vazias. Em fevereiro de 2002, o grupo voltou à Rússia para procurar três ICBM, trazendo Michael Griffin, que havia trabalhado para o braço de capital de risco da CIA, In-Q-Tel; Jet Propulsion Laboratory da NASA; e estava saindo da Orbital Sciences Corporation, fabricante de satélites e espaçonaves. O grupo se reuniu novamente com Kosmotras, e foi oferecido um foguete por US$ 8 milhões. No entanto, isso foi visto por Musk como muito caro e Musk deixou a reunião. Durante o voo de volta, Musk percebeu que poderia abrir uma empresa que pudesse construir os foguetes acessíveis de que precisava. De acordo com o antigo investidor da Tesla, Inc. e da SpaceX, Steve Jurvetson, Musk calculou que as matérias-primas para a construção de um foguete eram na verdade apenas 3% do preço de venda de um foguete na época. Aplicando a integração vertical, principalmente por razões de custo; cerca de 85% de todo o veículo Falcon/Dragon é produzido internamente, e a abordagem modular da engenharia de software (Falcon 9 usa 9 dos motores Merlin, que foram testados no monomotor Falcon 1, Falcon Heavy usa três estágios de foguetes auxiliares do Falcon 9), a SpaceX poderia reduzir o preço de lançamento por um fator de dez e ainda desfrutar de uma margem bruta de 70%. Por exemplo, a SpaceX teve que projetar uma máquina que pudesse soldar por fricção e misturar liga de alumínio-lítio para a fuselagem do Falcon 9 porque tal máquina não existia. De acordo com Musk, a SpaceX começou com o menor foguete orbital útil (Falcon 1 com cerca de meia tonelada para orbitar) em vez de construir um veículo de lançamento mais complexo e arriscado, que poderia ter e levado a empresa à falência.
No início de 2002, Musk estava procurando pessoal para a nova empresa e abordou o engenheiro de foguetes Tom Mueller, que se tornaria o CTO de Propulsão da SpaceX até 2020. A SpaceX foi inicialmente sediada em um armazém de 7.000 metros quadrados em El Segundo, Califórnia. Musk decidiu que o primeiro foguete da SpaceX se chamaria Falcon 1, uma homenagem a Millennium Falcon de Star Wars. Musk planejou que o primeiro lançamento do Falcon 1 ocorresse em novembro de 2003, 15 meses após a fundação da empresa.
Em janeiro de 2005, a SpaceX comprou uma participação de 10% na Surrey Satellite Technology. Em março de 2006, Musk havia investido US$ 100 milhões na SpaceX.
Em 4 de agosto de 2008, a SpaceX aceitou um investimento adicional de US$ 20 milhões do Founders Fund. No início de 2012, aproximadamente dois terços da empresa pertenciam a seu fundador e suas 70 milhões de ações foram estimadas em US$ 875 milhões no capital privado, que avaliou aproximadamente a SpaceX em US$ 1.3 bilhão em fevereiro de 2012. Após o lançamento do COTS 2+ em maio de 2012, a avaliação do capital privado da empresa quase dobrou para US$ 2.4 bilhões.
Em 16 de junho de 2009, a SpaceX anunciou a abertura de seu Departamento de Segurança e Garantia da Missão para Astronautas. Contrataram o ex-astronauta da NASA Kenneth Bowersox para supervisionar o departamento como vice-presidente do departamento. No entanto, desde então, foi relatado que o ex-astronauta posteriormente deixou a SpaceX no final de 2011. Nenhum motivo foi dado e nenhum substituto para essa posição foi anunciado.
Em 2012, a SpaceX anunciava um preço de lançamento de US$ 57 milhões no Falcon 9, enquanto a Arianespace anunciava um preço de lançamento de US$ 137 milhões por lançamento.
Em 2012, uma oferta pública inicial (IPO) foi percebida como possível no final de 2013, mas, em seguida, Elon Musk declarou em junho de 2013 que planejava adiar qualquer IPO potencial até que o "Mars Colonial Transporter esteja voando regularmente", e isso foi reiterado em 2015, indicando que muitos anos se passariam antes que a SpaceX se tornasse uma empresa de capital aberto, onde Musk afirmou que "Eu simplesmente não quero que a [SpaceX] seja controlada por algumas empresa de capital privado que iria ordenhar receitas de curto prazo".

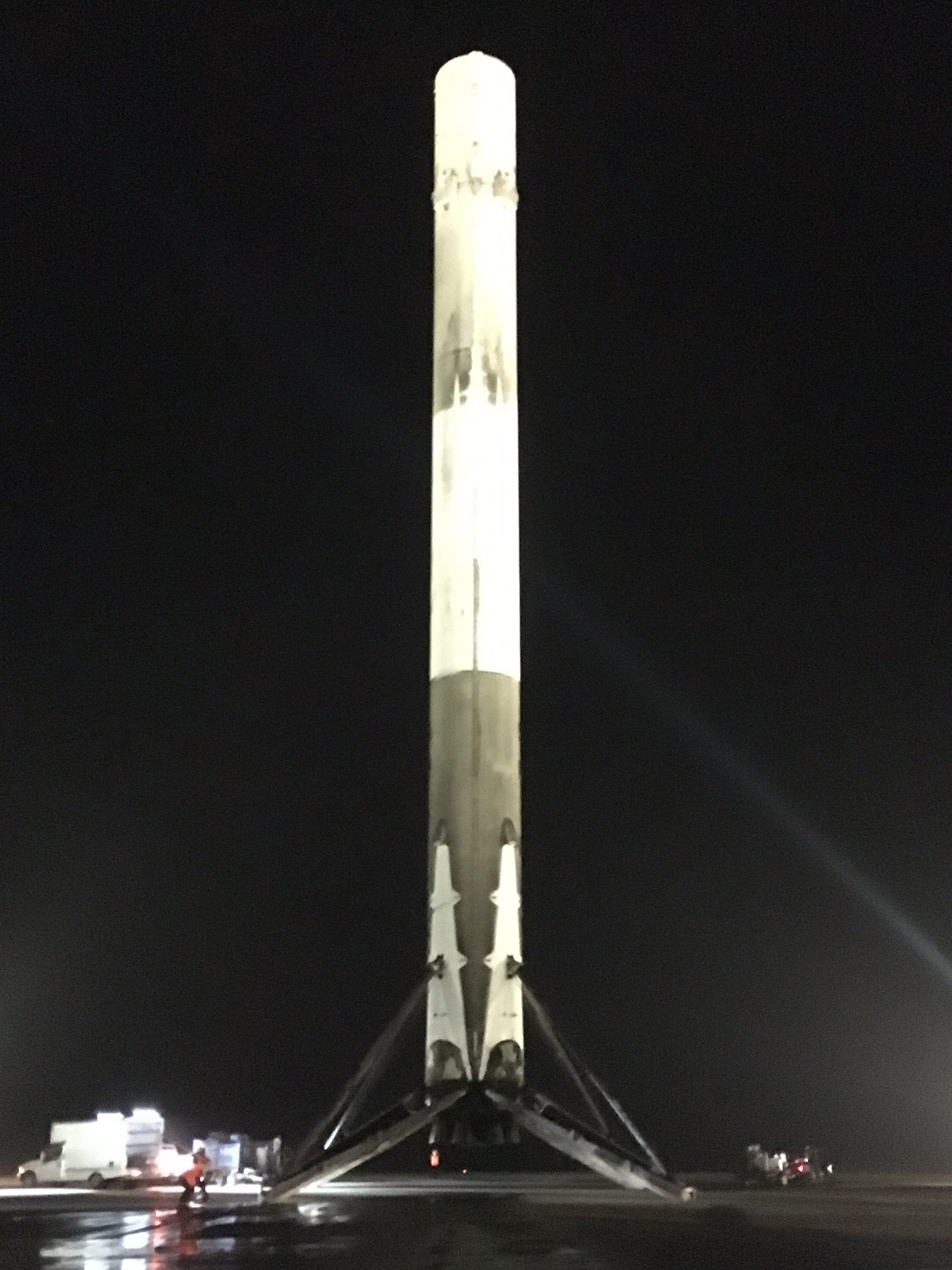
O primeiro estágio do foguete Falcon 9 na plataforma de pouso após o primeiro pouso vertical bem-sucedido de um estágio de foguete orbital, em dezembro de 2015

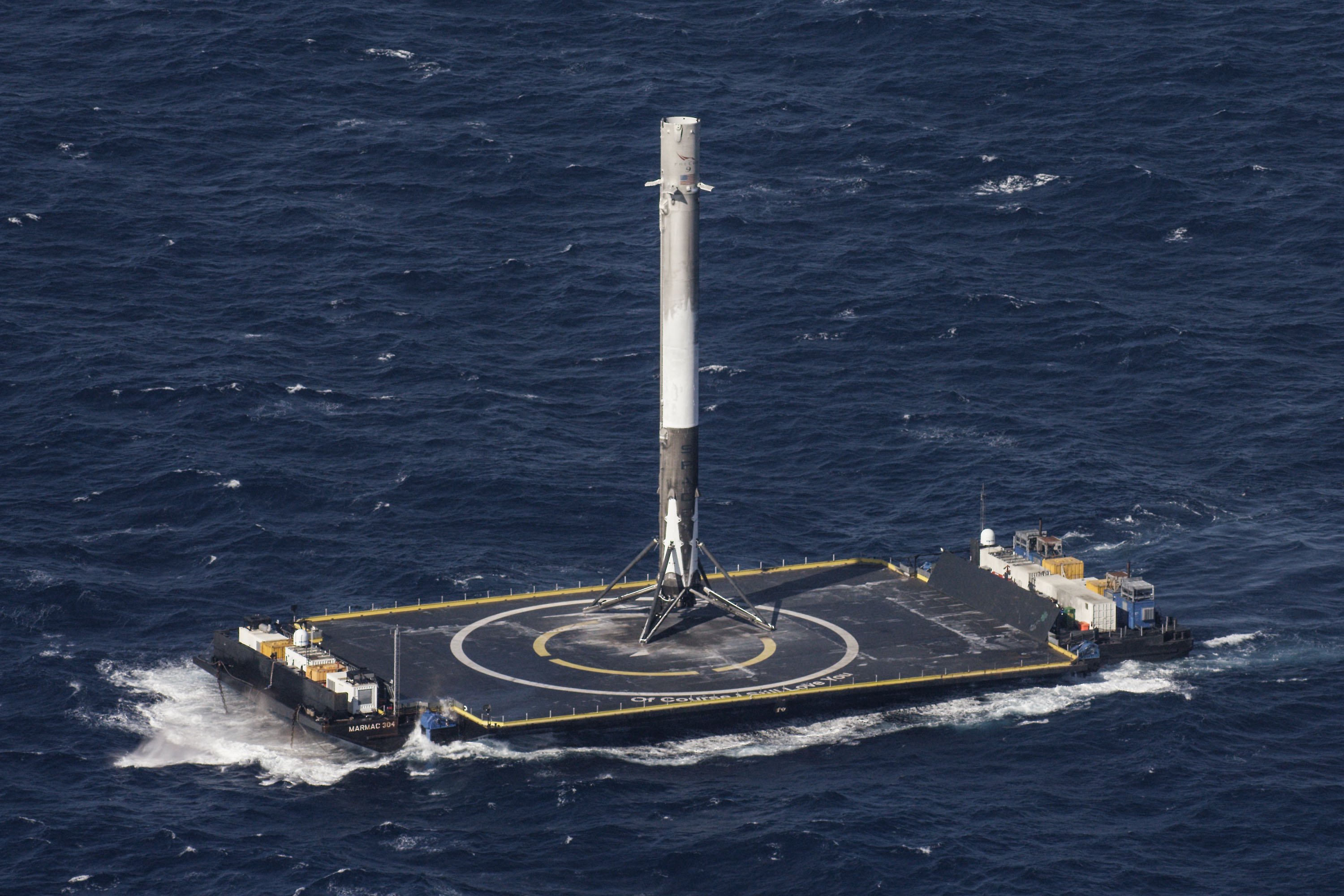
Primeiro estágio do Falcon 9 em uma balsa-drone após o primeiro pouso bem-sucedido no mar, em abril de 2016

A empresa cresceu rapidamente desde que foi fundada, passando de 160 funcionários em novembro de 2005 para mais de 500 em julho de 2008, para mais de 1.100 em 2010, 1.800 no início de 2012, e 3.000 no início de 2013. A empresa cresceu para 3.800 funcionários e contratados em outubro de 2013, e tinha "quase 5.000" no final de 2015 e fevereiro de 2016.
Após o revés da explosão da plataforma de lançamento, a SpaceX voltou a lançar com sucesso em 14 de janeiro de 2017, com o lançamento dos satélites Iridium. Em 19 de fevereiro de 2017, um Falcon 9 carregando o CRS-10 conduziu o primeiro lançamento do Complexo 39A de lançamento do Centro Espacial Kennedy. A primeira fase do lançamento prevista para o final de fevereiro de 2017 será a recuperada e reformada a partir de 8 de abril de 2016.
Em 23 de maio de 2019, a SpaceX implantou com sucesso os primeiros 60 de cerca de 12.000 satélites em seu planejado Starlink, que pretende usar para fornecer comunicações de internet de baixa latência através de uma grande constelação em órbita terrestre baixa (LEO).
Em 30 de maio de 2020, a SpaceX lançou com sucesso dois astronautas da NASA (Douglas Hurley e Robert Behnken) em órbita em uma espaçonave Crew Dragon durante a Crew Dragon Demo-2, tornando a SpaceX a primeira empresa privada a enviar astronautas para a Estação Espacial Internacional (ISS) e marcando o primeiro lançamento tripulado em solo estadunidense em 9 anos. A missão foi lançada do Complexo 39A de lançamento do Centro Espacial Kennedy na Flórida. A Crew Dragon Demo-2 foi acoplada com sucesso à ISS em 31 de maio de 2020 e retornou os astronautas com segurança em 2 de agosto de 2020.

## Metas

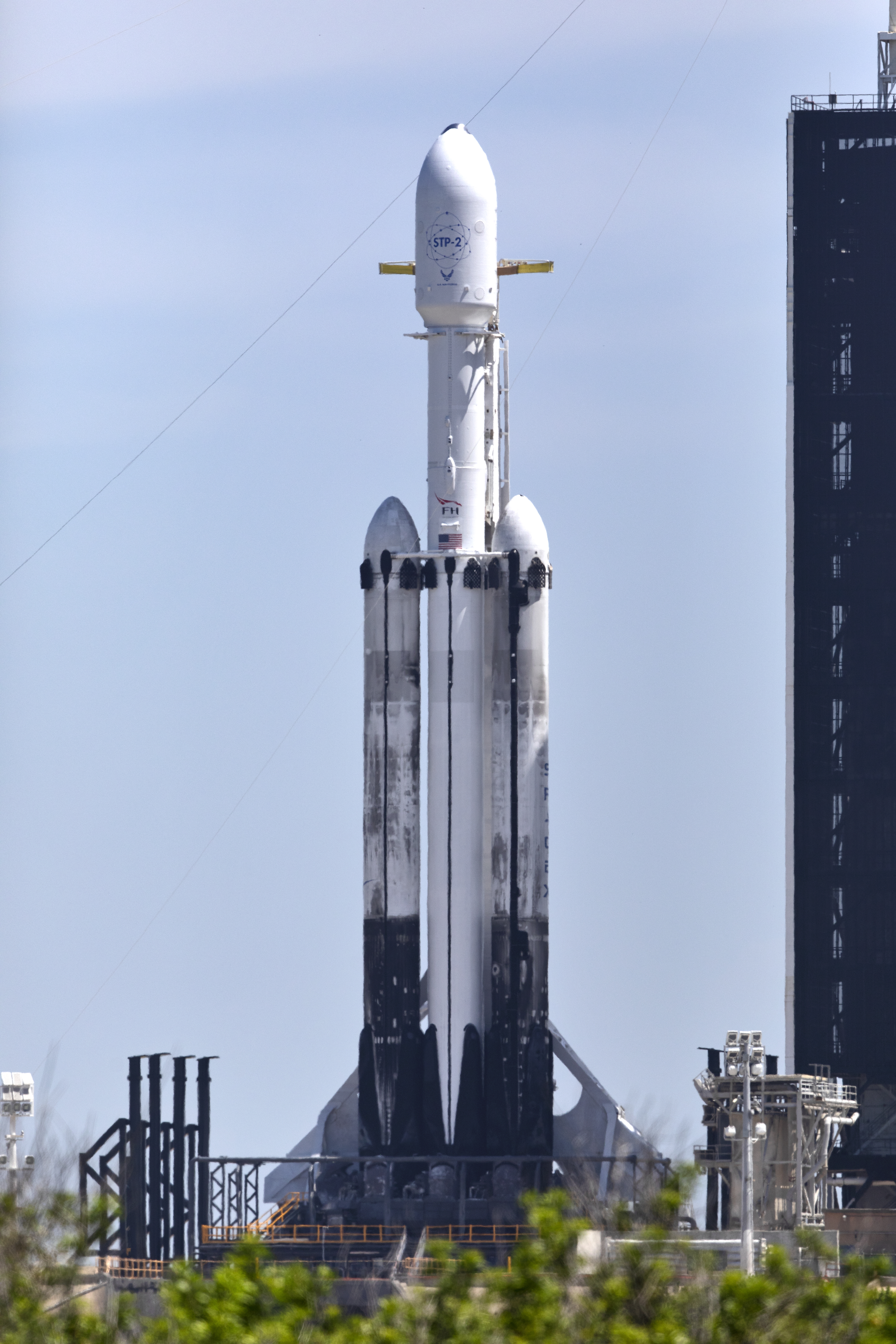
O terceiro Falcon Heavy aguardando lançamento no Centro Espacial John F. Kennedy, junho de 2019

Elon Musk afirmou que um de seus objetivos é melhorar o custo e a confiabilidade do acesso ao espaço, em última análise, por um fator de dez. Em 2004, os planos da empresa exigiam "o desenvolvimento de um produto de lançamento pesado e até mesmo um superpesado, se houver demanda do cliente", com cada aumento de tamanho resultando em uma redução significativa nos custos por quilo em órbita. Musk disse: "Eu acredito que US$ 1.100/kg ou menos é muito viável".
Um dos principais objetivos da SpaceX é desenvolver um sistema de lançamento rápido e reutilizável. Em março de 2013, incluindo um programa de teste de decolagem vertical e pouso vertical (VTVL) Grasshopper de baixa altitude e baixa velocidade, foguete demonstrador de tecnologia, e um Falcon 9 de alta altitude e alta velocidade de teste de retorno de foguete auxiliar pós-missão em que, começando em meados de 2013, com o sexto lançamento do Falcon 9, cada primeiro estágio será instrumentado e equipado como um veículo de teste de descida controlado para realizar testes de retorno retropropulsivo sobre a água. Gwynne Shotwell, COO da SpaceX, disse no Singapore Satellite Industry Forum no verão de 2013: "Se acertarmos com essa [tecnologia reutilizável], e estamos tentando muito acertar, estamos olhando para lançamentos na faixa de US$ 5 a 7 milhões de alcance, o que realmente mudaria as coisas dramaticamente".
Musk declarou em uma entrevista de 2011 que espera enviar humanos à superfície de Marte dentro de 10-20 anos. Em 2010, os cálculos de Musk o convenceram de que a colonização de Marte era possível. Em junho de 2013, Musk usou o descritor Mars Colonial Transporter para se referir ao projeto de desenvolvimento com financiamento privado para projetar e construir um sistema de voo espacial de motores de foguetes, veículos de lançamento e cápsulas espaciais para transportar humanos a Marte e retornar à Terra. Em março de 2014, COO Gwynne Shotwell disse que uma vez que a versão de tripulação do Falcon Heavy e Dragon 2 já estevam voando, o foco para a equipe de engenharia da empresa será no desenvolvimento da tecnologia para apoiar a infraestrutura de transporte necessária para as missões a Marte.
Em agosto de 2020, a SpaceX indicou que estava planejando construir um resort no South Texas com a intenção de transformar "Boca Chica em um 'Espaçoporto do século XXI'".

## Conquistas
As principais conquistas da SpaceX incluem:
- O primeiro foguete de combustível líquido com financiamento privado (Falcon 1) a alcançar a órbita (28 de setembro de 2008)
- A primeira empresa com financiamento privado a lançar com sucesso (via Falcon 9), orbitar e recuperar uma espaçonave (Dragon) (9 de dezembro de 2010)
- A primeira empresa privada a enviar uma espaçonave (Dragon) para a Estação Espacial Internacional (25 de maio de 2012)
- A primeira empresa privada a enviar um satélite em órbita geossíncrona (SES-8, 3 de dezembro de 2013)
- A primeira empresa privada a enviar uma sonda além da órbita da Terra (Deep Space Climate Observatory, 11 de fevereiro de 2015)
- O primeiro pouso de um foguete capaz de capacidade orbital de primeiro estágio (Voo 20 do Falcon 9) (22 de dezembro de 2015 1:39 UTC)[60]
- O primeiro pouso na água de um foguete orbital de primeiro estágio (Falcon 9) (8 de abril de 2016 20:53 UTC)
- O desenvolvimento do foguete operacional mais poderoso em 2020 (Falcon Heavy, primeiro voo, 6 de fevereiro de 2018)
- A primeira empresa privada a enviar humanos em órbita (Crew Dragon Demo-2, 30 de maio de 2020)

## Contratempos
Em 1 de março de 2013, uma espaçonave Dragon em órbita desenvolveu problemas com seus propulsores. Devido às válvulas de combustível bloqueadas, a nave não conseguiu se controlar adequadamente. Os engenheiros da SpaceX conseguiram eliminar os bloqueios remotamente. Por causa disso, chegou à Estação Espacial Internacional um dia mais tarde do que o esperado. Uma vez que espaçonaves como a Dragon foram classificadas como munições e consideradas armas segundo os regulamentos de armas até novembro de 2014, os controladores da Missão da SpaceX foram incapazes de divulgar mais informações ao público.
Em 28 de junho de 2015, o CRS-7 lançou um Falcon 9 carregando uma cápsula Dragon não-tripulada destinada a levar suprimentos para a Estação Espacial Internacional. 2 minutos e 19 segundos de voo, uma nuvem de vapor foi vista pela câmera de rastreamento se formando do lado de fora da nave. Poucos segundos depois, houve uma perda de pressão no tanque de hélio, após isso explodiram a nave, causando um fracasso total da missão. O software não foi programado para lançar o paraquedas da cápsula Dragon após um acidente de lançamento, portanto, o Dragon foi destruído com o impacto. Descobriu-se que o problema era uma escora de aço de 61 cm, comprada de um fornecedor, em um vaso de pressão de hélio, que quebrou devido à força de aceleração. Isso causou uma violação e permitiu que o hélio escapasse, causando a perda da espaçonave, que explodiu. O problema de software também foi corrigido; além disso, uma análise de todo o programa foi realizada a fim de garantir que mecanismos de escape adequados estejam em vigor para futuros foguetes e sua carga útil. A presidente da SpaceX, Gwynne Shotwell, afirmou que, em termos das diferenças entre os 6 lançamentos comerciais de ressuprimento anteriores do Falcon 9, "não há nada que se destaque como sendo diferente para um determinado lançamento". Embora a nave fosse definida para trazer um reabastecimento de comida e água para a Estação Espacial Internacional (ISS), os membros da tripulação tinham suprimentos suficientes para durar mais 4 meses antes de outro reabastecimento, que acabaria sendo o veículo Progress 60P da Rússia. Os experimentos científicos de alunos, bem como um adaptador de acoplamento e outras cargas diversas, também foram perdidos devido à falha do CRS-7.
Em 1 de setembro de 2016, um veículo de lançamento Falcon 9 Full Thrust explodiu durante uma operação de abastecimento de propelente para um teste de fogo estático de pré-lançamento padrão no Complexo 40 de Lançamento Espacial de Cabo Canaveral. Não houve feridos relatados, pois a área foi liberada para o teste. No entanto, a carga útil, o satélite de comunicações Spacecom AMOS 6 avaliado em US$ 200 milhões, foi destruído. A Spacecom reivindica o seu contrato, uma vez que o lançamento falhou, permite-lhe optar por receber US$ 50 milhões ou um lançamento futuro sem custos. Elon Musk descreveu o evento como o "fracasso mais difícil e complexo" de todos os tempos nos 14 anos de história da SpaceX; A SpaceX analisou quase 3.000 canais de dados de telemetria e vídeo cobrindo um período de 35 a 55 milissegundos para a autópsia. No final de setembro, a SpaceX afirmou que os resultados provisórios sugeriam que uma grande violação do sistema de hélio criogênico do foguete de segundo estágio havia ocorrido. Em novembro de 2016, Musk relatou que a explosão foi causada pelo oxigênio líquido usado como oxidante ficando tão frio que se tornou sólido, e pode ter rompido os vasos de pressão de hélio que estão imersos no oxigênio líquido. Os recipientes são revestidos com um material feito de carbono. O oxigênio sólido, sob pressão, pode ter se incendiado com o material de carbono, causando a explosão. A SpaceX concluiu sua investigação em 2 de janeiro de 2017 e reiniciou com sucesso seus negócios de lançamento de foguetes em janeiro de 2017.

## Financiamento
A SpaceX é financiada com recursos privados, mas tem lucrado enormemente com os subsídios dos governos e com o uso da tecnologia da NASA (setor público). A SpaceX desenvolveu seu primeiro veículo de lançamento, Falcon 1, e três motores de foguete, Merlin, Kestrel e Draco, totalmente com capital privado. A SpaceX contratou o governo dos Estados Unidos para uma parte do financiamento de desenvolvimento do veículo de lançamento Falcon 9, que usa uma versão modificada do motor de foguete Merlin. A SpaceX está desenvolvendo o veículo de lançamento Falcon Heavy, o motor de foguete movido a metano Raptor, e um conjunto de tecnologias de veículos de lançamento reutilizáveis com capital privado.
Em maio de 2012, a SpaceX operava com financiamento total de aproximadamente US$ 1 bilhão em seus primeiros dez anos de operação. Desse total, o capital privado forneceu cerca de US$ 200 milhões, com Elon Musk investindo aproximadamente US$ 100 milhões e outros investidores aplicando cerca de US$ 100 milhões (Founders Fund, Draper Fisher Jurvetson, ...). O restante veio de pagamentos de progresso em contratos de lançamento de longo prazo e contratos de desenvolvimento. Em abril de 2012, a NASA investiu cerca de US$ 400–500 milhões desse montante, com a maior parte disso como pagamentos de progresso em contratos de lançamento. Em maio de 2012, a SpaceX tinha contratos para 40 missões de lançamento, e cada um desses contratos fornece adiantamentos na assinatura do contrato, além de muitos estão pagando pagamentos de progresso conforme os componentes do veículo de lançamento são construídos antes do lançamento da missão, foguetes em parte pelas regras de contabilidade dos Estados Unidos para reconhecer a receita de longo prazo.
Em agosto de 2012, a SpaceX assinou um grande contrato de desenvolvimento com a NASA para projetar e desenvolver uma cápsula espacial de transporte de tripulação para a "próxima geração de capacidades de voo espacial tripulado dos Estados Unidos", a fim de reativar o lançamento de astronautas em solo estadunidense até 2017. Duas outras empresas, Boeing e Sierra Nevada Corporation, receberam contratos de desenvolvimento semelhantes. Os avanços feitos por todas as três empresas sob o Space Act Agreements por meio da iniciativa do Programa de Tripulações Comerciais (CCiCap) da NASA têm como objetivo, em última instância, levar à disponibilidade de serviços comerciais de voos espaciais tripulados para clientes governamentais e comerciais. Como parte desse acordo, a SpaceX recebeu um contrato de até US$$ 440 milhões para entregas do contrato entre 2012 e maio de 2014.
No final de 2012, a SpaceX tinha mais de 40 lançamentos em seu manifesto, representando cerca de US$ 4 bilhões em receita de contrato. Muitos desses contratos já estavam fazendo pagamentos progressivos à SpaceX, com clientes comerciais e governamentais (NASA/DOD). Em dezembro de 2013, a SpaceX tinha um total de 50 lançamentos futuros sob contrato, dois terços deles para clientes comerciais. No final de 2013, a mídia da indústria espacial começou a comentar sobre o fenômeno de que os preços da SpaceX estão prejudicando os principais concorrentes no mercado de lançamento de satélites de comunicação comerciais, o Ariane 5 e o Proton-M, momento em que a SpaceX tinha pelo menos mais 10 órbitas geoestacionárias voos em seus histórico.
Em janeiro de 2015, a SpaceX levantou US$ 1 bilhão em financiamento do Google e a Fidelity Ventures, em troca de 8.333% da empresa, estabelecendo a avaliação da empresa em aproximadamente US$ 12 bilhões. O Google e a Fidelity Ventures se juntaram ao então atual grupo de investimentos da Draper Fisher Jurvetson, Founders Fund, Valor Equity Partners e Capricorn. Embora o investimento tenha sido pensado para estar relacionado ao lançamento de um esforço de constelação Starlink da SpaceX, Gwynne Shotwell disse em março de 2015 que o investimento não era especificamente para o projeto global de internet. O Google estava procurando um parceiro de internet via satélite desde a separação da O3b Networks e OneWeb.
Em 2020, a IHC ou International Holding Group, sediada em Abu Dhabi, comprou 94% das participações em um fundo de capital privado, o Falcon CI IV LP, que havia investido na SpaceX. Após a compra das participações, a SpaceX concluiu uma rodada de financiamento de capital no valor de US$ 850 milhões, elevando o valor total da empresa para quase US$ 74 bilhões em março de 2021. Por outro lado, o preço das ações da IHC também subiu para 75%, a partir de abril de 2021. A IHC é liderada pelo Sheikh Tahnoon bin Zayed al-Nahyan como presidente da empresa, que também dirige o acionista da IHC, o Royal Group. Sheikh Tahnoon, que é o Conselheiro de Segurança Nacional dos Emirados Árabes Unidos, também lidera vários outros empreendimentos baseados em Abu Dhabi, como o International Golden Group, que tem ligações infames com a guerra civil da Líbia e do Iêmen.